# Макарије Исповедник
Макарије Исповедник, игуман манастира Пелекете (грч. Μακαριος, рођ. Христофор, око 750 — 18. август 840), био је византијски монах и иконобранитељ који се поштује у Источној Православној Цркви. Познат је као игуман манастира Светог Јована Богослова Пелекете, као и по сукобу и прогону од стране иконоборачких царева Лава V Јерменина, Михаила II и Теофила.

## Живот
Макарије је рођен у Цариграду средином 8. века. Пре пострига звао се Христофор. Остао је сироче као дете, а васпитавао га је ујак, који га је подстицао да се ожени чим је дошао у године за то. Христофор је одбио овај предлог и повукао се у манастир Светога Јована Палкете и примио монаштво са именом Макарије. Тамо се убрзо истакао послушношћу и смирењем. На крају је постављен за игумана манастира, а на овој функцији га је потврдио и хиротонисао Тарасије, патријарх цариградски.
Макаријев биограф, који се представља као Сава, тврди да је цар Лав IV обећао да ће Макарија уздићи на висок положај у палати ако постане иконоборац, али је Макарије то одбио. Макарије је служио као игуман у миру око 15 година, пре него што је цар Лав V Јерменин почео да спроводи иконоборачку политику. Током прогона послао у је заточење патријарха Никифора, заједно са многим епископима и архимандритима.
Када је Макарију цар обећао почасти и богатство у замену за подршку његовог манастира иконоборству, Макарије је одговорио: „Части и богатство за мене немају никакву вредност. Што се тиче патњи које сам претрпео за праву веру, са задовољством ћу се покорити свему што нађете за мене, као и још много тога.“ Као одговор на то. Цар га је подвргао разним мучењима, и послао у тамницу. Остао је у затвору до смрти Лава V, када га је ослободио његов наследник Михаил II Аморијац. Живео је неко време код прогнаног цариградског патријарха Никифора.
На крају га је цар Теофил који је обновио иконоборство, послао у изгнанство на острво Афусија. Ту је и умро 18. августа 840. године.
Православна црква прославља светог Макарија Исповедника 1. (14.) априла.